# Dillwynia cinerascens
Dillwynia cinerascens — кустарник рода Диллвиния семейства Бобовые, эндемик Австралии. 

## Описание
Стелющийся или прямостоящий куст от 30 см до 1,5 м. Ствол покрыт облегающими его ворсинками. Узкие листья длиной 5—20 мм и шириной 0,3—0,5 мм. Цветки этого горошка появляются весной.

## Систематика
Описан в 1821 году Робертом Броуном, который обнаружил его на Тасмании на реке Деруэнт.

## Распространение
Dillwynia cinerascens встречается в Новом Южном Уэльсе, Виктории, на Тасмании и Южной Австралии.